# Dianthus galicicae
Dianthus galicicae Micevski – gatunek rośliny z rodziny goździkowatych (Caryophyllaceae Juss.). Występuje naturalnie w Macedonii. Rośnie między innymi na terenie Parku Narodowego Galiczicy.

## Morfologia
KwiatyMają fioletową barwę. Mają 5 płatków.